# Sülzetal
Sülzetal település Németországban, azon belül Szász-Anhalt tartományban. Lakosainak száma 8892 fő (2023. december 31.).

## Népesség
A település népességének változása:
| Lakosok száma | 8977 | 8922 | 8856 | 8917 | 8892 |
|               | 2017 | 2019 | 2021 | 2022 | 2023 |